# Il demone di Laplace
Il demone di Laplace è un film del 2017 diretto da Giordano Giulivi e co-sceneggiato con Duccio Giulivi, quest'ultimo presente anche come attore.

## Trama
Un gruppo di sette scienziati, che ha recentemente creato un metodo matematico per prevedere in quanti frammenti si rompe uno specifico oggetto cadendo da una specifica altezza, viene invitata dal misterioso Dottor Cornelius per un ricevimento presso un castello localizzato su un'isola deserta. Il marinaio che li accompagna, Alfred, vorrebbe andare via immediatamente perché convinto che quell'isola sia maledetta, tuttavia su suggerimento di uno di loro (Kaarlheinz) non gli viene firmato il documento che lo autorizzerebbe ad andare via. Tutti e otto si recano dunque presso il castello, ritrovandosi tuttavia imprigionati nel momento in cui un congegno blocca l'unica via d'accesso. Il gruppo si ritrova in una stanza in cui è presente una scacchiera con 8 pedoni, i quali vengono mossi da un congegno meccanico in grado di copiare perfettamente tutti i loro movimenti. 
Inserendo una VHS in un videoregistratore, il gruppo entra in comunicazione col Dottor Cornelius, che nel videomessaggio rivela di aver scoperto una formula matematica in grado di prevedere ogni possibile evento, incluso il comportamento di ogni essere umano, inserendo soltanto alcune variabili. Il marchingegno che muove i pedoni sulla scacchiera è del resto soltanto meccanico, non collegato a telecamere o sensori, dunque sta effettivamente prevedendo i loro movimenti. Gli scienziati sono dunque diventati cavie in un suo esperimento volto a dimostrare il corretto funzionamento della sua scoperta. Alcuni componenti del gruppo vanno a cercare una via di uscita, tuttavia uno non fa ritorno: il gruppo nota che è effettivamente scomparso dalla scacchiera, mentre al suo posto c'è una regina. Tramite il videomessaggio, Cornelius rivela di aver forzato gli eventi affinché l'esperimento possa funzionare.
A poco a poco, sempre più membri del gruppo vengono aggrediti dalla regina mentre sono lontani dai compagni, finendo per essere uccisi. Tutti i componenti del gruppo iniziano a poco a poco a cedere alla paura, con l'eccezione di Karlheinz che sembra più affascinato dal genio di Cornelius che spaventato da ciò che potrebbe accadergli. Quando il gruppo elabora un piano per affrontare la minaccia tutti insieme, la regina si rivela ai loro occhi come una bara in grado di inglobarli e ucciderli in un modo misterioso. Nonostante i loro sforzi di fronteggiare la minaccia, i superstiti muoiono uno ad uno, finché Roy non è l'unico apparente sopravvissuto. L'uomo scopre un diario su cui Cornelius ha appuntato esattamente cosa sarebbe accaduto nel corso dell'esperimento, facendo capire di conoscere bene i membri della compagnia. Questo elemento gli permette di capire l'identità di Cornelius, tuttavia proprio in quel momento la bara riesce a fagocitarlo.
A questo punto, rimasto da solo, Karlheinz si rivela come la vera identità di Cornelius: l'uomo aveva dunque soltanto inscenato la sua morte. Cornelius rivela dunque il suo volto nel televisore: i due Karlheinz iniziano a dialogare in differita, con quello del presente che vorrebbe sfuggire al suo destino e quello del passato che cerca di convincerlo a entrare di sua volontà nella cassa per dimostrare l'effettiva validità della sua scoperta e per sfuggire alla legge. Per quanto scettico, alla fine Karlheinz entra nel marchingegno e muore: resta dunque soltanto il Karlheinz del passato, che parla al pubblico di come la sua scoperta risulti pericolosa proprio perché la formula permette a chi la usa di prevedere anche il suo stesso comportamento, alterando il senso della vita. L'uomo consiglia dunque di non cercare di prevedere il proprio futuro per evitare di fare una fine come la sua, per poi sparire per sempre al termine del nastro.

## Promozione
(Tagline del film)
Il trailer del lungometraggio è stato distribuito sul canale Vimeo della casa di produzione Astrolab Pictures il 28 marzo 2017.

## Distribuzione
Il film è stato presentato per la prima volta al pubblico durante il Fantasia Film Festival del 2017, tenutasi a Montréal. Successivamente è stato proiettato nel corso dell'evento italiano Noir in Festival 2017 e dello statunitense Screamfest Horror Film Festival.

### Edizioni home video
La versione home video Blu-ray è stata distribuita dalla Home Movies a partire dal 28 giugno 2019. Tra i contenuti extra figurano trailer, making of e galleria fotografica.

## Accoglienza

### Critica
Matteo Vergani del Nocturno assegna 4 stelle su 5 al film, affermando: "Tutti coloro che sostengono la definitiva dipartita del cinema di genere italiano, probabilmente non hanno mai dato una seria occhiatina all’ottimo lavoro di Giordano Giulivi. [...] Sinceramente c’è davvero ben poco da dire dinnanzi a Il demone di Laplace, se non tacere e godersi ogni singola inquadratura appassionatamente apparecchiata dal nostro Giulivi". Raffaele Meale di Quinlan recensisce positivamente il film affermando: "quasi ogni sfondo, quasi ogni scenografia non è altro che una riproduzione creata da fondali retroproiettati, una tecnica desueta come ogni altro aspetto di questo piccolo e magico film, che rinuncia alle apocalissi di sangue per concentrarsi sull’ambiente, sull’atmosfera, sull’accumulo di materiali narrativi coerenti, solidi, privi di crepacci nei quali andarsi a sfracellare".
Brian Tallerico di rogerebert.com recensisce positivamente l'opera, sottolineando come riesca ad aggirare i limiti imposti da un budget risicato attraverso "inquadrature particolari, un utilizzo delle luci intelligente ed effetti speciali creativi", mentre Anton Bitel di SciFiNow definisce il film "elegante" e sottolinea come "metta in scena qualcosa alla Final Destination in maniera più filosoficamente rigorosa e aggiungendo delle trappole di natura scientifica come in Cube - Il cubo o Fermat's Room".

## Riconoscimenti
- 2017 – Screamfest Horror Film Festival[10]
  - Miglior fotografia
  - Miglior colonna sonora
  - Migliori effetti visivi
  - Migliori effetti speciali
- 2018 – Festival del cinema di Nashville[11]
  - Premio speciale della giuria per l'immaginazione, il rigore filosofico e l'inventiva visiva[12]